# Vietnam ved sommer-OL 2016
Vietnam deltog ved Sommer-OL 2016 i Rio de Janeiro som blev arrangeret i perioden 5. august til 21. august 2016.

## Medaljer
| 2016 Rio de Janeiro | Guld | Sølv | Bronze | Total |
| Vietnam             | 1    | 1    | 0      | 2     |

### Medaljevindere
| Vietnam under sommer-OL 2016 i Rio de Janeiro | Vietnam under sommer-OL 2016 i Rio de Janeiro | Vietnam under sommer-OL 2016 i Rio de Janeiro | Vietnam under sommer-OL 2016 i Rio de Janeiro | Vietnam under sommer-OL 2016 i Rio de Janeiro |
| Medalje                                       | Navn                                          | Sport                                         | Event                                         | Dato                                          |
| --------------------------------------------- | --------------------------------------------- | --------------------------------------------- | --------------------------------------------- | --------------------------------------------- |
| Guld                                          | Hoàng Xuân Vinh                               | Skydning                                      | 10 meter luftpistol                           | 6. august                                     |
| Sølv                                          | Hoàng Xuân Vinh                               | Skydning                                      | 50 meter pistol                               | 10. august                                    |